# Jezero (Despotovac)
Jezero es un pueblo ubicado en la municipalidad de Despotovac, en el distrito de Pomoravlje, Serbia.

## Superficie
Posee una superficie de 11,54 kilómetros cuadrados.

## Demografía
Hasta 2011 la población era de 366 habitantes, con una densidad de población de 31,71 habitantes por kilómetro cuadrado.